# Victor e Valentino
Victor e Valentino é uma série de desenho animado americana criada por Diego Molano para o Cartoon Network. O autor já trabalhou em outros dois programas originais do Cartoon Network: As Meninas Superpoderosas de 2016 como escritor e artista de storyboard e OK, K.O.! Vamos ser Heróis como designer de plano de fundo. A série é produzida pelo Cartoon Network Studios. 
Em 30 de março de 2019, o programa recebeu sinal verde para uma série de TV completa, com estreia simultânea nos Estados Unidos e na América Latina.  Em 15 de julho, o programa foi renovado para uma segunda temporada, que estreou em 18 de abril de 2020.  Em fevereiro de 2021, o programa foi renovado para uma terceira temporada, que estreou em 4 de setembro de 2021.  Em agosto de 2022, a série foi retirada do HBO Max nos EUA. Mais tarde, foi anunciado que a terceira temporada seria a última temporada do show, com o final da série indo ao ar em 26 de agosto de 2022.    

## Premissa
Na pequena e tranquila cidade de Monte Macabre, dois meio-irmãos totalmente opostos procuram aventuras na cidade e encontram acontecimentos estranhos e sobrenaturais com a ajuda de sua avó sobrenatural. 

## Personagens
- Victor "Vic" Calavera: O meio-irmão mais novo de Valentino, que se empolga tão rápido quanto se entedia. Ele prefere jogar e ser travesso, mas pode ser apressado e descoordenado. Ele prefere ser legal do que seguir as regras, mas se preocupa com Valentino acima de qualquer outra coisa. Além disso, ele é muito mal em ortografia, prefere ficar sujo e é facilmente enganado a cometer certos atos.
- Valentino "Val": O meio-irmão mais velho de Victor, que é mais cauteloso e gosta de apreciar as coisas pequenas da vida. Ele tem uma coordenação melhor que Victor e é mais inteligente. Ele está acima do peso, mas às vezes parece bastante ágil e conhece muito bem a cultura mexicana e a sua história.
- Chata: A avó dos meninos, com quem eles ficam em Monte Macabre durante o verão. Ela parece cega, é severa, mas gentil. No piloto ela é descrita como um espírito morto-vivo que pode assumir a forma humana, enquanto a série implica apenas suas conexões sobrenaturais.
- Charlene: Uma garotinha estranha e macabra que conversa com Vic e Val. Ela tem conexões com o sobrenatural e gosta de usá-las nos irmãos. Ela tem uma queda por Victor e tenta sempre se envolver com o que ele está fazendo.
- Pineapple: Um garoto grande, pesado e monossilábico, que é irmão de Charlene. Ele age como um babaca perto dela e, apesar de sua aparência intimidadora, ele gosta de dançar e é solidário.
- Maria Teresa: A avó malvada de Charlene e Pineapple e a rival de Chata. Ela é dona de seu próprio restaurante de taco.
- Julio "Don" Jalapeño: O dono mini-mart que é pego nas travessuras de Vic e Val, e tem bom conhecimento sobre o folclore e nas criptas mexicanas e latino-americanas. Ele parece estar atraído pela vovó Chata e sua muito na presença dela.
- Xochi Jalapeño: Filha adolescente de Don Jalapeño, que cuida das plantas sobrenaturais nos fundos da loja. Ela pode ser intimidadora e está aprendendo a dançar salsa.

## Promoção, produção e lançamento
A ideia do show começou originalmente como um projeto de tese intitulado High Noon in Mexico em 2002 por Molano quando ele era um estudante do Maryland Institute College of Art , onde Victor e Valentino faziam parte de um videogame , junto com um terceiro irmão chamado Vicente.  Em 2004, a ideia tomou o nome de "Victor, Valentino e Vicente".  Anos depois, ele revisitou o projeto ao estagiar na Titmouse , onde trabalhou após se formar na MICA, e trabalhou como "artista de limpeza" no Superjail! . 
Sendo um programa de temática folclórica latino-americana ,  seu episódio piloto estreou diretamente no canal em 29 de outubro de 2016  (dois dias antes do Dia dos Mortos local ). Neste piloto, Molano dublou Victor e planejava encontrar outra pessoa.  No entanto, ele decidiu, finalmente, dar voz a Victor no programa principal. Mais tarde, ele afirmou que era, quando criança, exatamente como Victor, pensando que não poderia "fazer nada errado" e esperava que o programa desse uma "boa lição para as crianças". 
O programa principal em si é produzido no estúdio do Cartoon Network em Burbank, Califórnia . Molano observou que é aqui que toda a escrita, storyboard, pré e pós-produção é feita, com 36 pessoas trabalhando na pré-produção, enquanto a produção principal da animação é feita por dois estúdios sediados em Seul: SMIP Co. , LTDA . e Digital eMation, Inc .  Ele observou ainda que a inspiração visual do show vem dos "belos e antigos estilos de arte da Mesoamérica". Em 2019, Molano expressou alguns dos desafios na produção do espetáculo. Isso incluía condensar "mitos/histórias de grande escala épica, às vezes com temas adultos" em episódios de 11 minutos e torná-los "conteúdo digerível classificado para crianças". Ele foi inspirado a pegar emprestado "enredos de culturas indígenas em toda a Mesoamérica" em uma tentativa de trazê-los para o "imaginário cultural dos Estados Unidos".  Os diretores de arte do show, dois irmãos, Josh Parpan e Justin Parpan, que trabalharam em Gravity Falls e DuckTales respectivamente, adicionaram sua perspectiva. O trabalho deles permitiu que o "mundo culturalmente específico para a série" fosse construído, que eles exibiram em um blog do Tumblr intitulado "Folk Art Friends - The Art of Victor and Valentino".  Em entrevista ao Cartoon Brew, eles expressaram a necessidade de "fazer algo novo e diferente artisticamente" e mergulharam em "uma variedade de arte latino-americana", com muitas formas de inspiração.
Após o anúncio de que a série terminaria após a terceira temporada, Molano lançou a ideia de um spin-off sobre Charlene intitulado The Lonely Haunts Club , mas o Cartoon Network recusou. A arte conceitual foi desenhada para o show em potencial.  Molano afirmou que está insatisfeito com o final do show, e espera concluir a história em outras mídias.

## Dublagem
- Voz Original / Dobragem/ Dublagem

| Personagem                                  | Voz original                               | Dobragem        | Dublagem |
| Principais                                  | Principais                                 | Principais      | Principais                                                                                                   |
| ------------------------------------------- | ------------------------------------------ | --------------- | --- |
| Victor                                      | Diego Molano                               | Ricardo Raposo  | André Sauer (1ª temporada, Ep. 33 - 2ª temporada - Ep. 8) Danilo Diniz (2ª temporada, Ep. 09 - 3ª temporada) |
| Valentino                                   | Rico Rodriguez (piloto) Sean-Ryan Petersen | João Araújo     | Matheus Ferreira                                                                                             |
| Chata / Vovó Cida                           | Carla Tassara (piloto) Laura Patalano      | Alexandra Sedas | Adna Cruz |
| Secundários                                 |                                            |                 | |
| Charlene                                    | Cristina Milizia                           | Sara Brás       | Rosangela Malimpensa                                                                                         |
| Pineapple                                   | Diego Molano                               |                 | Caio César Oliveira                                                                                          |
| Maria Teresa                                | Frankie Quiñones                           |                 | Luiza Viegas (1ª temporada) Raphael Gama (2ª - 3ª temporada)                                                 |
| Don Jalapeño                                | Jason Hightower                            | Pedro Cardoso   | Renato Márcio (1ª - 2ª temporada) Mauro Ramos (3ª temporada)                                                 |
| Xochi Jalapeño                              | Cristina Vee                               |                 | Lia Antunes                                                                                                  |
| Recorrentes - Monte Macabre / Monte Macabro |                                            |                 | |
| Huitzi                                      | Cristina Milizia                           |                 | Rosangela Malimpensa                                                                                         |
| Isabella                                    | Cristina Milizia                           |                 | Monalisa Capella                                                                                             |
| Guillermo                                   | Tom Kenny                                  | Pedro Cardoso   | Alex Minei                                                                                                   |
| Alma Creator                                | Erica Luttrell                             |                 | Ana Lúcia Ribeiro                                                                                            |
| Cacao                                       | Debi Derryberry                            |                 | Bruna Nogueira                                                                                               |
| Rosa "Rosita"                               | Arianna Villavicencio                      | Sofia Brito     | Luciana Minei                                                                                                |
| Miguelito                                   | Spencer Rothbell                           |                 | Gilberto de Syllos                                                                                           |
| Lupe                                        | Jenny Lorenzo                              |                 | Rosangela Malimpensa                                                                                         |
| Gustavo                                     | Eric Lopez                                 |                 | Raan Alves                                                                                                   |
| Reynaldo                                    | Diego Molano                               |                 | Gilberto de Syllos                                                                                           |
| Reynalda                                    | Cristina Milizia                           |                 | Rosangela Malimpensa                                                                                         |
| Fernando                                    | Max Mittelman                              |                 | Gilberto de Syllos                                                                                           |
| Andrés                                      | Xolo Maridueña                             | Bruno Bernardo  | Reinaldo Vilela                                                                                              |
| Sal                                         | Jorge Gutierrez                            |                 | Leonardo José ( 1 - 2 Temporada) Mauro Gasperini ( 3 Temporada - )                                           |
| Baker                                       | Yuri Lowenthal                             |                 | Gilberto de Syllos                                                                                           |
| Amabel                                      | Alex Cazares                               |                 | Bruna Nogueira                                                                                               |
| Recorrentes - Outros                        |                                            |                 | |
| Guadelupe                                   | Maria Bamford                              |                 | Fátima Noya                                                                                                  |
| Javier                                      | Dante Basco                                |                 | Raan Alves                                                                                                   |
| Itzel                                       | Carolina Ravassa                           |                 | Luciana Minei                                                                                                |
| Recorrentes - Sobrenatural                  |                                            |                 | |
| Mic                                         | Daran Norris                               |                 | Arthur Machado                                                                                               |
| Hun                                         | Daran Norris                               |                 | Caio César Oliveira                                                                                          |
| Achi                                        | Christian Lanz                             |                 | Henrique Canales                                                                                             |
| HueHue                                      | Christian Lanz                             |                 | Tatá Guarnieri                                                                                               |
| Tez                                         | Christian Lanz                             |                 | Leandro Luna                                                                                                 |
| El Pintor                                   | Tony Plana                                 |                 | Leonardo José                                                                                                |
| El Colorado                                 | Kevin Michael Richardson                   |                 | Tatá Guarnieri                                                                                               |
| Chupacabra "Chupa"                          | Fred Tatasciore                            |                 | Leonardo José                                                                                                |
| Lechuza                                     | Vanessa Marshall                           |                 | Tininha Godoy                                                                                                |
| Chip                                        | James Arnold Taylor                        |                 | Wallace Raj                                                                                                  |
| El Toro                                     | Jorge Gutierrez                            |                 | Enio Vivona                                                                                                  |
| Matty                                       | Olivia Trujillo                            |                 | Nathalia Guillen                                                                                             |

### Créditos de Dobragem/Dublagem

#### Portugal
| Créditos da Dobragem | Portugal      |
| -------------------- | ------------- |
| Tradução de diálogos | Edite Raposo  |
| Direção de dobragem  | Pedro Cardoso |
| Estúdio de dobragem  | SDI Media S.A |

#### Brasil
| Créditos da Dublagem        | Brasil               |
| --------------------------- | -------------------- |
| Tradução                    | J. Bellini           |
| Direção de dublagem         | Rosangela Malimpensa |
| Direção musical             | Gilberto de Syllos   |
| Narração (títulos e placas) | Gilberto de Syllos   |
| Estúdio de dublagem         | Atma Entretenimento  |

## Trasmissão
O programa foi transmitido pela primeira vez no Cartoon Network nos Estados Unidos e na América Latina em 30 de março de 2019, parte da programação de 2018–2019 do canal.  O programa estreou no Cartoon Network UK em 26 de agosto de 2019.  Em seguida, estreou em 23 de setembro na Itália com os episódios 1x7 e 1x12 e estreou oficialmente em 7 de outubro com episódios regulares. Também foi ao ar no Cartoon Network India em 1º de novembro de 2019.
Em outubro de 2020, o Cartoon Network comemorou o Mês da Herança Hispânica com uma "série de conteúdo em andamento que celebra a igualdade e a individualidade", narrada por Sean-Ryan Petersen, que dá voz a Valentino e apresenta uma "variedade de jovens ativistas poderosos".  Além disso, os fãs foram incentivados a transmitir os episódios de Victor e Valentino , e os de outras séries,  em espanhol no aplicativo Cartoon Network. No Brasil os novos episódios de Victor e Valentino foram lançados no mês de outubro de 2020 na semana do Halloween.
Em 17 de agosto de 2022, foi anunciado que a HBO Max estaria removendo várias séries, incluindo Victor e Valentino , nos Estados Unidos.  A série também foi removida do Cartoon Network e HBO Max em outras regiões no mês seguinte. Apesar disso, Victor e Valentino permaneceram no ar na Polônia através do canal HBO 2 nas manhãs de domingo até o final de fevereiro de 2023.
Depois do Cancelamento de Victor e Valentino, O Desenho deixou de ser exibido tanto na Cartoon Network dos Estados Unidos Quanto no Resto do Mundo. Isso Fez que a Série Deixasse de Exibir a 2 Últimas Metades da 3 Temporada no Mundo.

## Mídia Doméstica
Os primeiros 18 episódios da série foram lançados como um DVD intitulado "Victor and Valentino: Folk Art Foes", em 2 de março de 2021, com duração total de cerca de 143 minutos e opções de idioma em espanhol e inglês. 

## Avaliações
A série foi avaliada positivamente. Remezcla o descreveu como um show com vibrações de Gravity Falls e algo que visa dar às crianças latinas uma "visão divertida dos contos populares e mitos que povoam o continente americano".  A Common Sense Media chamou o show de uma "série de comédia e aventura" baseada em uma cidade que é um "cenário para todos os tipos de esquisitices sobrenaturais inspiradas no folclore latino-americano".  Outros revisores concordaram. O LA Times chamou o programa de "comédia de ação sobrenatural" e elogiou sua "mistura de motivos visuais mexicanos e convenções de anime japonesas", dizendo que é "algo novo, mas familiar".  Gizmododescreveu o programa como a primeira série do Cartoon Network "estrelando um elenco predominantemente hispânico" e elogiou a abordagem prática e casual da "cultura indígena mesoamericana". O crítico afirmou ainda que o programa tem espaço para construir o mundo enquanto "deixa seus elementos sobrenaturais às vezes ficarem em segundo plano" e chamou-o de "programa inteligente e de bom coração".  Da mesma forma, Collider afirmou que a animação é "um título raro que oferece algo novo", que dá as boas-vindas a "espectadores de origens mesoamericanas", compartilha muito com OK KO! Let's Be Heroes , e é uma série que é "divertida e engraçada o suficiente para crianças" Da mesma forma, Deadline argumentou que o show emitia vibrações "cheias de diversão" de Steven Universo e Rick e Morty . 

## Episódios
| Temporada | Temporada | Episódios | Exibição original     | Exibição original     | Exibição em Portugal   | Exibição em Portugal | Exibição no Brasil   | Exibição no Brasil |
| Temporada | Temporada | Episódios | Estreia de temporada  | Final de temporada    | Estreia de temporada   | Final de temporada   | Estreia de temporada | Final de temporada |
| --------- | --------- | --------- | --------------------- | --------------------- | ---------------------- | -------------------- | -------------------- | ------------------ |
|           | Piloto    | 1         | 29 de outubro de 2016 | 29 de outubro de 2016 |                        |                      |                      |                    |
|           | 1         | 39        | 30 de março de 2019   | 26 de outubro de 2019 | 16 de setembro de 2019 | ASA                  | 30 de março de 2019  | Janeiro de 2020    |
|           | 2         | 39        | 18 de abril de 2020   | 29 de Maio de 2021    | ASA                    | ASA                  | Outubro de 2020      | Outubro de 2021    |
|           | 3         | 41        | 4 de Setembro de 2021 | 26 de Agosto de 2022  |                        |                      | Março de 2022        |                    |